# Sinarcas
Sinarcas es una localidad y municipio español perteneciente a la provincia de Valencia, integrado en la comarca de Requena-Utiel, aunque históricamente enclavado en la comarca de La Serranía, en la comunidad autónoma de Valencia. Cuenta con una población de 1153 habitantes (INE 2024). Se trata de un municipio castellanohablante, en el que el castellano cuenta con el predominio lingüístico reconocido legalmente.

## Toponimia
Los iberos, y más tarde los romanos, se referían a este pueblo como Arcas, probablemente por hallarse cerca de algún importante santuario. Sin embargo, con la ocupación de los moros cenetes (bereberes del norte de África) el nombre cambia a Cenarcas. Siglos más tarde, cuando Pedro II de Aragón reconquista dicha población, ese mismo nombre se castellaniza paulatinamente y acaba derivando en el actual Sinarcas. [cita requerida]

## Geografía
Integrado en la comarca de Utiel-Requena, se sitúa a 102 kilómetros de la capital valenciana. El término municipal está atravesado por la carretera N-330 entre los pK 207 y 215, además de por la carretera local CV-390, que une Benagéber con Utiel.
Sinarcas constituye un auténtico municipio puente entre las comarcas de Utiel-Requena y de la Serranía. Formó parte hasta los años 80 de la mancomunidad de municipios Alto Turia y actualmente lo hace de la denominada mancomunidad Tierra del Vino.
El relieve del municipio está caracterizado por una amplia llanura que se abre hacia la provincia de Cuenca, que se encuadra entre la sierra de Utiel al sur, la sierra de Campo Melchor al noreste y la Serranía de Cuenca al norte y al oeste. Esta llanura es drenada por pequeños ríos de régimen intermitente que dan origen a la rambla de la Torre, que discurre hacia el sur. Además, antes de la zona de la Serranía del norte, cerrando la llanura, el arroyo del Regajo cruza el territorio de oeste a este hacia el embalse de Benagéber. La altitud oscila entre los 1301 m (pico Picarcho) en el extremo norte del municipio y los 610 m a orillas del arroyo del Regajo, en el límite con Benagéber. El pueblo se alza a 899 m sobre el nivel del mar, a los pies del cerro Carpio (1048 m).

### Localidades limítrofes
| Noroeste: Talayuelas (Cuenca) | Norte: Talayuelas (Cuenca) y Tuéjar | Noreste: Tuéjar |
| Oeste: Aliaguilla (Cuenca)    |                                     | Este: Benagéber |
| Suroeste: Aliaguilla (Cuenca) | Sur: Camporrobles y Utiel           | Sureste: Utiel  |

## Historia

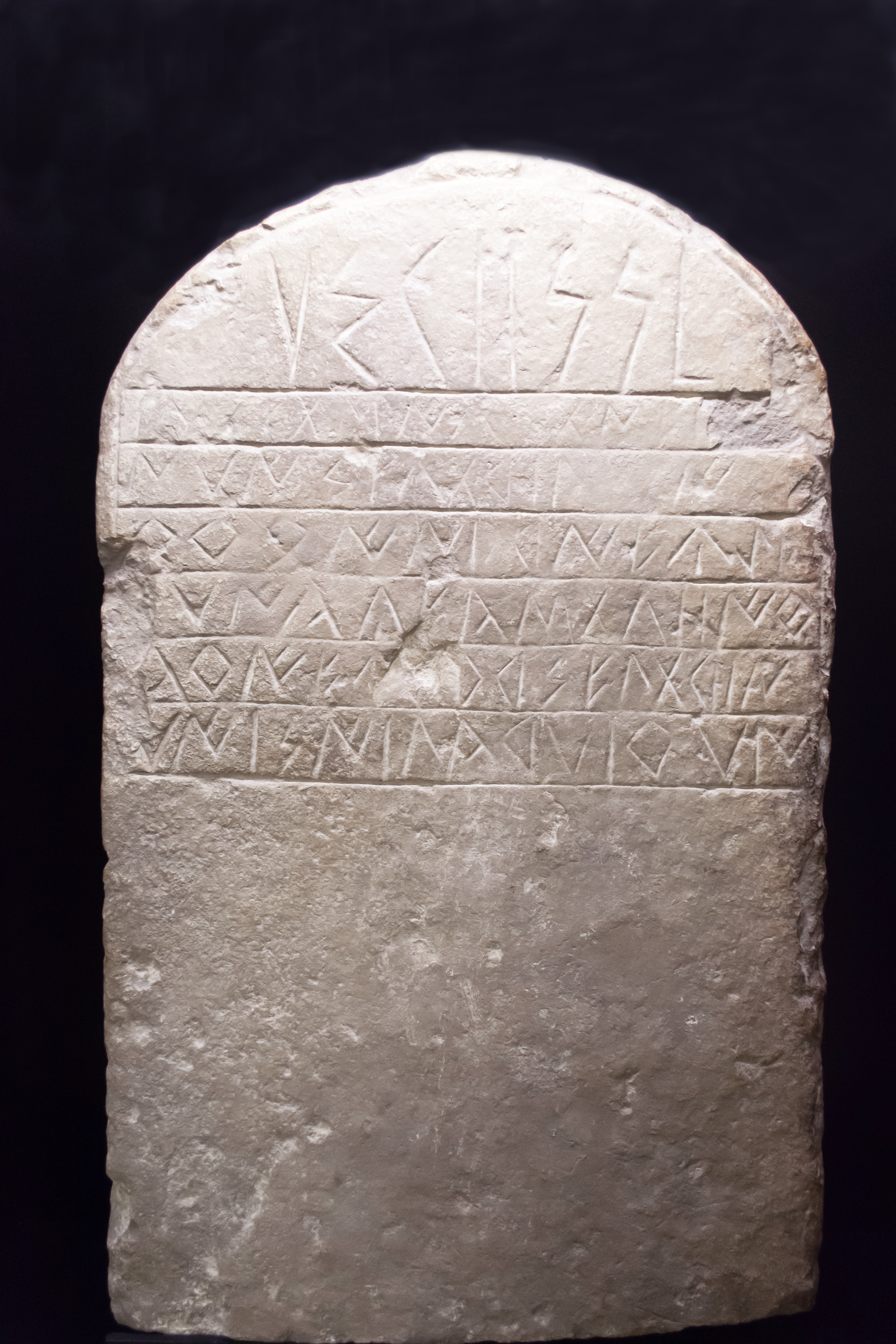
Estela funeraria ibérica, del, encontrada en la localidad. Museo de Prehistoria de Valencia

Hay vestigios de ocupación humana del actual término de Sinarcas que se remontan al Eneolítico en El Atochar, y también de la Edad del Bronce en los cerritos de Arriba. Pero más generosa en restos es la época ibérica (cerámica, inscripciones, monedas, etc.) así como el período de la romanización (Cañada del Pozuelo, Charco Negro y Tejería Nueva) y los casi cinco siglos de dominio islámico (tesorillo de Las Suertes, con varias monedas árabes de oro). Los trabajos de Eliseo Palomares (1981) y los más recientes de Pascual Iranzo Viana (2004) son fundamentales y amplían esta información con gran rigor.
La conquista cristiana debió producirse hacia 1230-1235, integrando esta zona fronteriza con Castilla en el Reino de Valencia. Unos veinte años después, Jaime I donó el territorio a uno de sus hijos, el infante Jaime I de Jérica (1255). En 1304 fue poblado a fuero de Teruel por 70 familias cristianas. A fines del siglo XIV pertenecía al señorío de Chelva (más tarde vizcondado) gobernado por los Vilanova. En 1597 se creó el condado de Sinarcas, desgajado ya del vizcondado de Chelva. Debido a la abolición definitiva de los señoríos en España, el condado de Sinarcas quedó sin efecto en 1837, aunque persistieron costumbres tardofeudales hasta 1865.
En cuanto a la demografía histórica, en 1510, Sinarcas tenía solo 38 casas, que aumentaron a 43 según Jerónimo Muñoz (hacia 1565-1572) y a 76 en 1646. En el siglo XVIII ya tenemos datos de habitantes: 489 en el censo de Floridablanca (1787). Hacia 1842, el municipio contaba, según Pascual Madoz, con 119 casas, 171 vecinos y 515 almas. Por su parte, el primer censo demográfico español de la serie estadística (1857) consignó a Sinarcas 852 habitantes.

### Gota fría de 2024
A finales de octubre de 2024, Sinarcas sufrió unas fuertes inundaciones consecuencia de un temporal de gota fría o DANA, que destruyó numerosas infraestructuras como carreteras o puentes, causando más de 200 fallecidos y dejando a miles de personas afectadas en la provincia de Valencia. Sinarcas fue uno de los municipios más afectados de la Comarca Utiel-Requena por la DANA, viéndose afectados numerosos puentes que comunican la localidad con otras áreas, como el Puente El Regajo o el Puente El Charco Negro. El municipio ha recibido numerosas ayudas para la reconstrucción de administraciones autonómicas y estatales por parte de la Generalidad Valenciana.

## Demografía
El municipio de Sinarcas cuenta con una población de 1153 habitantes (INE 2024).
| Gráfica de evolución demográfica de Sinarcas entre 1842 y 2021                                                      |
| |
| Población de derecho según los censos de población del INE Población de hecho según los censos de población del INE |

## Economía
Agricultura, ganadería, madera y productos cerámicos y para la construcción son sus principales recursos económicos. Predomina la agricultura de secano aunque haya hectáreas de huerta (patatas, maíz, forrajes, cebollas). La vid es el principal cultivo y su producto es elaborado en una bodega cooperativa y exportado hacia el norte de España y hacia países europeos a través del puerto de Valencia. Siguen a la vid los cereales, el maíz y el girasol. El sector ganadero, muy importante, cuenta con varias granjas avícolas y de porcino, además de colmenas y cabezas de lanar. La riqueza maderera suele ser exportada por las serrerías de Utiel y Requena. Es importante la fabricación de tejas, ladrillos y otros materiales para la construcción. Entre el 20 % y el 25 % de los 103,55 km² de extensión que constituyen Sinarcas están dedicados al cultivo de la vid y los cereales.
El 62,3 % de la actividad total recae en el sector de los servicios, mientras sectores como la agricultura (24,5 %) y la industria (5,7 %) también se encuentran muy presentes en la zona. Además, el cultivo de vid representa la mayor parte de la superficie de cultivos, el 43,2 % del total, seguido muy de cerca del cultivo de cereales para grano (39,9 %), frutales no cítricos (15,7 %) y el olivar (0,5 %).

## Administración y política
| Periodo   | Nombre                      | Partido | Partido                                         |
| --------- | --------------------------- | ------- | ----------------------------------------------- |
| 1979-1983 | Mario Pérez Cañigueral      |         | Partit Socialista del País Valencià (PSPV-PSOE) |
| 1983-1987 | Andrés Pérez Hernández      |         | AP                                              |
| 1987-2015 | Fidel Clemente Mas          |         | PSPV-PSOE                                       |
| 2015-act. | María José Clemente Ramírez |         | PSPV-PSOE                                       |

## Cultura

### Monumentos y lugares de interés
- Iglesia de Santiago Apóstol. Este templo comenzó a construirse en 1600 estimándose su finalización en 1605. La iglesia está constituida por una torre campanario, adosada en el lateral derecho de la fachada principal presentada por una planta cuadrada, dos cuerpos y un tejado, y cuatro vanos para campanas, una moldura separadora y una esfera de reloj situada bajo la campana mayor. La torre fue modificada en el año 1956, implementándose un tercer cuerpo y finalmente restaurada en el año 2000 gracias a una subvención de la Diputación Provincial de Valencia. El conjunto de campanas están dedicadas a la Inmaculada Concepción, al Santísimo Sacramento y a Santa Úrsula, conservándose una campana anterior de 1796 dedicada a Santiago Apóstol. Este monumento fue declarado Bien de Relevancia Local conforme a la Ley 5/2007 de la Generalidad Valenciana.[15]
- Ermita de San Marcos. La construcción de la ermita de San Marcos de Sinarcas data del siglo XVI dado que hay constancia escrita de ello. Es un lugar de reunión y de oración al Santo ubicado a cuatro kilómetros del municipio en dirección a la vecina localidad conquense de Casillas de Ranera.[16]
- Ermita de San Roque. Edificada en 1950, la ermita de San Roque de Sinarcas se trata de una estructura de hierro con forma de arco, rematada por una sencilla cruz y con medios arcos en los laterales con varias decoraciones.[17]
- Ecomuseo del Hábitat Rural. Es la antigua casa de una familia dedicada a la agricultura, situada en el casco antiguo de la localidad. Se ha cuidado cada detalle para poder ofrecer al visitante la posibilidad de retroceder en el tiempo y de conocer, no sólo cómo era la vivienda, sino también el modo de vida de una familia agrícola de fines del siglo XIX.[18]
- Fábrica de harinas. Construida en 1935 por D. Ángel Palomares Jiménez y tras la Guerra Civil, en el 1941, fue adquirida por la familia Cañizares, con tradición molinera desde el siglo XVIII. La fábrica permaneció en funcionamiento hasta finales de los años 80 y actualmente es propiedad del Ayuntamiento de Sinarcas.[19]

### Fiestas
- San Antonio Abad (17 de enero). Se celebra en su día en caso de recaer en sábado y si no al sábado siguiente. En esta fiesta es tradición encender hogueras por las calles del pueblo y disfrutar de la música de la charanga (formada por músicos del municipio).[20]
- Semana Santa. Se conmemora con actos religiosos, procesiones y «El Encuentro».[20]
- Romería de San Marcos. Es una masiva y típica romería a la ermita en honor a este santo con comida campestre y baile en la era, que pone el punto final a toda una semana de fiesta organizada por los quintos de Sinarcas en la que todos podemos degustar el vino que los mozos preparan para animar esta tradición.[20]
- San Isidro (patrón de los agricultores). Se celebra el 15 de mayo, se degustan platos típicos de la localidad como la torta magra y se realizan actividades tradicionales rurales como carreras de sacos o cucañas.[20]
- Fiestas mayores. Se celebran durante la última semana de agosto, en honor a San Roque y a Santa Úrsula. En estos días, se puede acudir tanto a actos religiosos, como procesiones y la ofrenda de flores a la patrona, como a otras actividades como festivales, juegos para niños, conciertos, mascletàs o bailes.[20]
- Romería a la Virgen de Tejeda. Se celebra el 7 de septiembre.
- Santa Cecilia. Se celebra a finales de noviembre a cargo de la U.M. «El Arte». En este día se celebra procesión, misa y una comida de hermandad con todos los músicos.[cita requerida]